# Thubten Zopa Rimpoché
Thubten Zopa Rimpoché (Thami, región de Solu Khumbu, 3 de diciembre de 1945-13 de abril de 2023) fue un lama budista tibetano gelugpa nepalí. Fue director espiritual de la Fundación para la Preservación de la Tradición Mahayana (FPMT), que fundó junto con Lama Yeshe, con la que impartió valores espirituales alrededor del mundo. También fundó la editorial Wisdom Publications, con sede en Boston, Estados Unidos.

## Biografía
Thubten Zopa Rimpoché, también conocido como Lama Zopa Rimpoché, nació en 1945, en el pueblo de Thami, en la región nepalí de Solu Khumbu, la región al suroeste del monte Everest, bajo el nombre de Dawa Chötar.
A los cuatro años, fue confiado a un tío, un monje thami, que le enseñó a leer y escribir, y más tarde se trasladó al monasterio de Rolwaling, donde permaneció siete años. Se ordenó como monje novicio (getsul) en 1958. Rimpoché fue reconocido por Trulshik Rimpoché y otros cinco lamas como la reencarnación del lama de Lawudo, Kunsang Yeshe (1865–1946), maestro tántrico de la escuela nyingma. A los 10 años, Rimpoché viajó al Tíbet con sus dos tíos monjes y estudió y meditó en el monasterio de Domo Geshe Rimpoché, cerca de Pagri. Tomó sus votos monásticos en el monasterio de Dungkar.
Abandonó el Tíbet en 1959 para dirigirse a Bután tras la ocupación china del Tíbet. Fue entonces al campo de refugiados tibetanos de Buxa Duar, en Bengala Occidental (India), donde conoció a Gueshe Rabten, a Trijang Rimpoché y a Lama Yeshe (1935-1984), que se convirtió en su maestro más cercano. Lama Yeshe y Lama Zopa Rimpoché iniciaron su contacto con los occidentales en 1967, en Darjeeling, cuando conocieron a la "princesa" Zina Rachevsky, de ascendencia rusa y estadounidense. Luego viajaron con ella a Nepal en 1968, donde comenzaron a enseñar a más occidentales. En los años siguientes construyeron los monasterios de Kopán.
A comienzos de la década de 1970, recibió la ordenación monástica completa en Bodhgaya. En 1974, Lama Yeshe y Rimpoché viajaron por varios países para enseñar en los centros de Dharma creados por sus estudiantes occidentales, que eran doce en 1975. La Fundación para la Preservación de la Tradición Mahayana se estableció a finales de 1975. Lama Yeshe fue el director espiritual de la organización hasta su fallecimiento en 1984, momento en el que Rimpoché tomó el relevo.
Asumió la responsabilidad de patrocinar y desarrollar el monasterio de Thubten Shedrup Ling, en el este de Nepal y en Tsum (la región fronteriza de Nepal y Tíbet), el monasterio de Mu y el convento de Ranchen.
En 2023, tras unos días en las montañas del valle de Tsum, tuvieron que bajarlo con urgencia porque Lama Zopa sufría de mal de altura. Al regresar al Hospital Karuna en Katmandú, dejó de respirar el 13 de abril alrededor de las 9:30 de la mañana, hora de Nepal.

### Labor social y humanitaria
Fue el iniciador de la Escuela Maitreya, en Bodhgaya, que ofrece educación gratuita a niños, también hospitales y proyectos sociales. Además, a través del Fondo de Servicios Sociales, se conceden subvenciones anuales para apoyar las escuelas de los refugiados tibetanos en la India y Nepal. El monasterio y convento de Kopán también ofrece educación occidental para la sangha.
En 1999, patrocinó la construcción del monasterio Idgaa Choizinling en Ulán Bator, Mongolia, una rama mongola del monasterio de Sera Je. Rimpoché también estableció el primer convento de monjas en Mongolia y sigue haciendo un gran esfuerzo para llevar el Dharma a Mongolia. En 2010, Lama Zopa Rimpoché recibió la Orden de la Estrella Polar de manos del Presidente de Mongolia, en reconocimiento a la contribución de Rimpoché en el restablecimiento del Dharma en Mongolia, así como por sus proyectos sociales.

## Obras
- La felicidad y el sufrimiento
- La energía de la sabiduría
- Transformar problemas en felicidad
- La puerta de la satisfacción
- Virtud y realidad: método y sabiduría en la práctica del darma
- Budismo y contemplación para cada día
- Curación definitiva: el poder de la compasión
- Dar sentido a la vida
- Cómo ser feliz
- Miedo saludable: transformar tu angustia por la transitoriedad y la muerte
- El corazón del camino: ver al Buda en el maestro
- Ofrecimiento del mandala
- Tu mente crea tu realidad
- Libertad por el conocimiento
- Cómo practicar el dharma: las ocho preocupaciones mundanas
- El renacimiento humano perfecto: libertades y dones en el camino a la iluminación
- El sol de la devoción: fuente de bendiciones
- Morar en retiro: un comentario del ñungne